# Перевянка
Перевянка — река в России, протекает в Слободском районе Кировской области. Устье реки находится в 4,2 км по правому берегу реки Летка. Длина реки составляет 11 км.
Исток реки находится западнее деревни Залесье в 10 км к северо-западу от села Шестаково (центр Шестаковского сельского поселения). Река течёт на северо-восток, вблизи реки стоят деревни Залесье, Абросимовцы и Коковино. Впадает в Летку пятью километрами юго-западнее посёлка Рычажное (Озерницкое сельское поселение).

## Данные водного реестра
По данным государственного водного реестра России относится к Камскому бассейновому округу, водохозяйственный участок реки — Вятка от истока до города Киров, без реки Чепца, речной подбассейн реки — Вятка. Речной бассейн реки — Кама.
По данным геоинформационной системы водохозяйственного районирования территории РФ, подготовленной Федеральным агентством водных ресурсов:
- Код водного объекта в государственном водном реестре — 10010300212111100031945
- Код по гидрологической изученности (ГИ) — 111103194
- Код бассейна — 10.01.03.002
- Номер тома по ГИ — 11
- Выпуск по ГИ — 1